# 辽东国 (楚汉战争)
辽东国（前206年），中国楚漢时期封国。
前206年正月，项羽分封诸侯，以臧荼为燕王，原燕王韩广为辽东王，都城在無終（今天津市蓟县）。疆域囊括秦朝的右北平郡、辽西郡、辽东郡三郡。八月，由於原燕王韓廣不願意遷往遼東，所以臧荼在遼東國都城無終殺死韓廣，並且吞併辽东國領土，遼東國滅亡。